# Župnija Hrastnik
Župnija Hrastnik je rimskokatoliška teritorialna župnija dekanije Laško škofije Celje.
Do 7. aprila 2006, ko je bila ustanovljena škofija Celje, je bila župnija del savskega naddekanata škofije Maribor.

## Cerkve
- Cerkev Kristusa Kralja, Hrastnik
- Cerkev Matere Božje, Draga
- Cerkev sv. Nikolaja, Podkraj